# 星門 (裝置)
星門是指在星际之门系列中，用于在兩個距離非常遙遠的地點間進行快速旅行的装置。在此系列中，星門被用于展開情節，並允許主角在不借助太空船或其他科技的情况下進行星際旅行。
在星际之门系列中，星門是一个由虛構的超导材料naqahdah建造的大環。每台星門的外環上㑹有9個等間距的箭頭来指示呼叫的地址。内環上則有一系列獨特的图形符號。银河系星门和飞马座星系星门上的所有符號中，有一個是用来表示出發點的符號，剩下的則表示不同的星座。而在命運號風格的星門上的圖形符號的意義依然是未知数。星門上圖形符號的數量取决于星門所属的星門網路。銀河系星門有39個，飛馬座星系星門和命運號星門則是36個。選中的6個圖形符號，外加一個出發地符號將被用于在宇宙中定位呼叫的目的地。除此之外，還可以選擇額外的圖形符號来延長旅行距離，以便達到其他星系中的星門。當然，這样的星系間旅行勢必必將消耗比星系内旅行更多的能量。兩個星門之間通過形成一个人工的穩定虫洞来允许快速的單向旅行。標準的星門直徑通常是4.6米，重29吨。星門是在數百萬年前由外星種族古人創造的。該種族的現代歷史是從埃及学家丹尼尔·杰克逊在星際之門電影中解密了他們的成就開始的。

## 概念與原型
星門大体上是指在距離很遠的兩處的，能夠在激活時形成一個連接這兩個地點的門的兩台機械設備。這個概念最初由負責電影腳本的迪安·德夫林和罗兰·艾默里奇提出。儘管在此之前，類似的設備已经出現在了科幻片中，不過他們的設計還是很具有原創特色。不過也有人認為他们抄襲了電影發行的10年前，埃及學家Omar Zuhdi曾經提交的脚本。Omar Zuhdi為此采取了法律行动。該案件目前已经達成庭外和解。
在奇幻小说與科幻的歷史上，传送门是一个非常常見的物體，或是機械設備，或是有魔術的物體，形狀亦千奇百怪，但是其中間幾乎不可或缺的都是如一潭水一般的膜。这層膜就表示了两个空间的连接点。星门也受此影响，并强调了这个“水潭”是外星人的杰作。

本銀河系的機械式星門型式
飛馬座的電子式星門型式
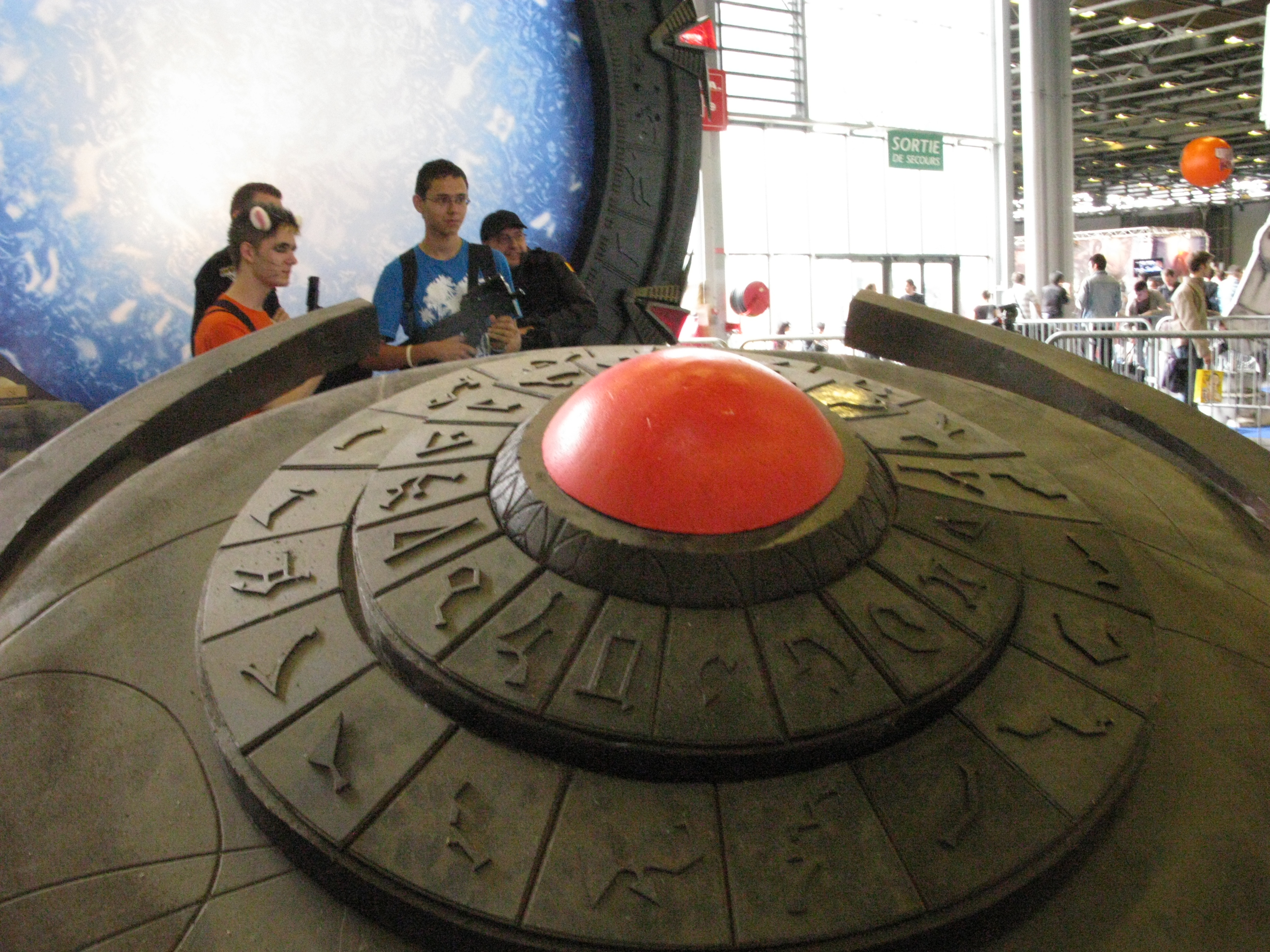
撥號盤